# Шигеллёз
Шигеллёз — сборная группа инфекционных заболеваний, вызываемых бактериями рода шигелл (Shigella), с фекально-оральным механизмом передачи, характеризующееся развитием интоксикации и поражением желудочно-кишечного тракта преимущественно в дистальном отделе толстой кишки.
Хотя шигеллы ассоциируются с дизентерией, шигеллёз не обязательно протекает в форме дизентерии. Его течение в большой степени зависит от вирулентности штамма бактерии, количества попавших в организм бактерий и предрасположенности заразившегося человека. В развитых странах шигеллёз обычно протекает в форме водянистой диареи лёгкой или средней тяжести, неотличимой от диареи, вызванной иными причинами.
Для отличения от амёбной дизентерии, вызванную шигеллами дизентерию также называют бактериальной дизентерией.

## Этиология
Возбудителем шигеллёза являются бактерии рода Shigella (известно более 40 различных их видов). Они представляют собой грамотрицательные палочки длиной 2—3 мкм и шириной от 0,5 до 0,7 мкм, спор и капсул не образуют. Различают 4 вида шигелл: S.dysenteriae, (шигеллы Григорьева — Шиги), S.flexneri, S.boydii, S.sonnei. Все указанные разновидности шигелл, за исключением последней, имеют серологические разновидности. Шигеллы отличаются достаточно высокой устойчивостью во внешней среде: они могут сохраняться в канализационных водах до 25—30 дней, а в почве  — до 3—4 и даже более месяцев. В пищевых продуктах (мясо-молочных, рыбе, салатах и других) шигеллы могут не только сохраняться, но даже и размножаться, что наиболее характерно для S.sonnei. При воздействии высокой температуры и дезинфицирующих растворов шигеллы погибают. Устойчивы к желудочному соку. Важнейшими факторами патогенности шигелл являются инвазивность (способность внедряться в эпителиальные клетки кишечника) и выработка цитотоксинов и эндотоксинов. S.dysenteriae способны продуцировать мощный Шига-токсин.
Шигеллы хорошо растут в большинстве тех же питательных сред, в которых растёт и кишечная палочка, поскольку они из одного семейства (энтеробактерии). При разрушении микробных клеток выделяется эндотоксин, который вызывает симптомы интоксикации. Кроме того, шигеллы продуцируют несколько видов экзотоксина: цитотоксин, повреждающий мембраны эпителиальных клеток; энтеротоксины, усиливающие секрецию жидкости и солей в просвет кишки; нейротоксин, обнаруживаемый в основном у бактерий Григорьева — Шиги (Sh. dysenteriae серовара 1). В современных условиях наибольшее распространение имеют шигеллы Флексенера и Зонне.
После перенесённого заболевания у больных формируется непродолжительный (до одного года) типо- и видоспецифический иммунитет, в силу чего возможно реинфицирование.

## Эпидемиология
Шигеллёзы относятся антропонозам, источник инфекции — больные лица и бактерионосители, механизм передачи — фекально-оральный, реализуемый путями: пищевым, водным и контактным (через фомиты); при этом бактерии Григорьева — Шиги передаются преимущественно контактным путём, шигеллы Флекснера — водным, а шигеллы Зонне — пищевым. Определённую роль в распространении инфекции играют насекомые-переносчики: мухи, тараканы. Клетки-возбудители инфекции обнаруживаются в кале выздоровевших пациентов до двух месяцев после окончания заболевания.
Сезонность условная: шигеллёз регистрируют в течение всего года с подъёмом заболеваемости в тёплый сезон.
ИД (инфицирующая доза) составляет 200—300 живых клеток.
По расчётным данным, ежегодно в мире регистрируется около 140 млн случаев заболеваний шигеллёзами. Наибольшее эпидемическое значение для стран мира имеют Sh. flexneri и Sh. sonnei, хотя шигеллы распространены повсеместно.  Восприимчивость к шигеллёзной инфекции у лиц разных возрастных групп неодинакова. Наиболее восприимчивы к ним дети до двух—трёх лет. В зоне риска также находятся люди со слабым иммунитетом, обладатели группы крови А (II), Нр(2), Rh (-), а также жители районов с плохо организованными санитарно-гигиеническими условиями.
Согласно данным Федерального центра Госсанэпиднадзора, в России в 2002 году было зарегистрировано 80 500 случаев дизентерии.

## Патогенез
В патогенезе шигеллёзов различают две фазы: тонкокишечную и толстокишечную. При попадании в тонкую кишку шигеллы вырабатывают эндо- и энтеротоксины, действие которых на организм обусловливает развитие интоксикации, через период от 12 до 24 часов шигеллы достигают толстой кишки, где инвазируют эпителиальные клетки, в результате чего происходит их разрушение. Преимущественно поражается дистальный отдел толстой кишки. Поражения кишечника имеют различный характер: от катарального воспаления до эрозивно-язвенного и даже фибринозно-некротического, что и определяет тяжесть болезни.
Шигеллы оказывают влияние на нервные сплетения кишечника. Нарушения иннервации кишечника проявляются в виде спазма, судорожного сокращения мышц сигмовидной и прямой кишки, возникают болезненные позывы к дефекации — тенезмы, резкие спастические боли в животе. Происходит нарушение иннервационных механизмов, регулирующих работу различных органов, повреждаются мышечно-кишечное (ауэрбаховское) и подслизистое (мейснеровское) сплетения.

## Клиническая картина
Длительность инкубационного периода при шигеллёзах составляет, как правило, от 2 до 7 дней (чаще 2—3 дня). Однако известно, что при гастроэнтеритическом варианте длительность инкубационного периода может сокращаться до 12 —18 часов.

### Течение
Инкубационный период длится 1—7 дней.
Заболевание начинается быстро. В начале развивается синдром общей интоксикации. Он характеризуется повышением температуры тела, ознобом, чувством жара, разбитости, снижением аппетита, головной болью, снижением артериального давления.
Поражение желудочно-кишечного тракта.
Проявляется болями в животе, вначале тупыми, разлитыми по всему животу, имеющими постоянный характер. Затем они становятся более острыми, схваткообразными, локализуются в нижних отделах живота, чаще слева. Боли обычно усиливаются перед опорожнением кишечника.

### Осложнения
Осложнения шигеллёза делятся на специфические и неспецифические. 
К специфическим относятся: инфекционно-токсический (септический) шок, нейротоксикоз, острая почечная недостаточность, кишечное кровотечение, выпадение слизистой оболочки прямой кишки, перитонит, прободение кишечника, инвагинация, токсический мегаколон, гемолитико-уремический синдром (ГУС). 
Неспецифические осложнения обычно вызваны развитием интеркуррентных заболеваний (пневмония, отит, пиелонефрит, цистит) и поражением сердечно-сосудистой системы (кардиомиопатия). Доказана связь перенесённого шигеллёза с формированием в последующем синдрома раздраженного кишечника. 

### Госпитализация
Больные с лёгкой формой шигеллёза могут лечиться амбулаторно. Больные с средней и тяжёлой формой госпитализируются в инфекционные стационары по клиническим и эпидемиологическим показаниям.

## Диагностика
Несмотря на то, что диагноз шигеллёза может быть установлен на основании типичной клинической картины, для его подтверждения необходимо использовать специальные методы исследования: бактериологические, генетические и серологические.
1. Бактериологический метод (выделение возбудителя): выделение шигелл из фекалий (посев на среды Плоскирева, Левина, МакКонки, дезоксихолатный агар, агар «сальмонелла-шигелла», среда Хектон для энтеробактерий, наиболее эффективен ксилозолизин-дезоксихолатный агар).
2. Генетический метод (обнаружение нуклеиновых кислот возбудителя): выявление ДНК шигелл в фекалиях (ПЦР).
3. Обнаружение специфических антител в сыворотке крови (выявление специфических антител в периферической крови и их нарастание в динамике): РНГА и ИФА.

## Особенности ухода
Уход за больными с шигеллёзами практически ничем не отличается от ухода за больными с другими острыми кишечными заболеваниями (см. Сальмонеллёз).

### Лечение
Этиотропное (воздействие на возбудителя) лечение производится препаратами:
- препараты нитрофуранового ряда (фуразолидон, фурадонин),
- хинолины (хлорхинальдон),
- фторхинолоны (ципрофлоксацин).

Патогенетическое лечение состоит в дезинтоксикационной терапии изотоническими солевыми растворами (раствор Рингера), энтеросорбентами (энтеросорб, Активированный уголь, Полифепан, Смекта) , а также энзимотерапии и витаминотерапии. Проводят коррекцию дисбактериоза (колибактерин).

### Правила выписки из стационара
Выписка из стационара лиц, перенёсших острый шигеллёз, производится не ранее чем через 3 дня после клинического выздоровления и получения отрицательного результата при однократном бактериологическом исследовании кала, проводится не ранее чем через 2 дня после прекращения этиотропной терапии. Лица декретированной группы, перенёсшие дизентерию, не подтверждённую бактериологическим исследованием, выписываются из стационара при соблюдении всех перечисленных выше условий. В тех случаях, когда диагноз был подтверждён бактериологическим исследованием, выписка из стационара производится при тех же условиях, но при наличии отрицательного результата, полученного при двукратном бактериологическом исследовании кала. После выписки из стационара больные подлежат диспансерному наблюдению.

### Профилактика
Исключительное значение для профилактики шигеллёзов имеет выявление больных и бактерионосителей, особенно среди лиц, связанных с производством, хранением, транспортировкой и реализацией пищевых продуктов. Именно по этой причине на предприятиях общественного питания, пищевых комбинатах, рынках, в детских учреждениях, на сооружениях водоснабжения необходимо строго соблюдать санитарный режим. Лица, поступающие на работу на указанные предприятия и в учреждения, должны в обязательном порядке проходить однократное бактериологическое обследование кала. Индивидуальная профилактика заключается в соблюдении правил личной гигиены.

### Вакцинация
Зарегистрирована одна вакцина против шигеллеза – российская вакцина Шигеллвак, полисахаридная дизентерийная вакцина против шигелл Зонне. Ряд вакцинных препаратов (цельноклеточные, полисахаридные конъюгированные и неконъюгированные вакцины, препараты на основе белковых антигенов и др.), находятся на различных этапах клинических исследований.